# Schalom Albeck
Schalom Albeck (* 30. Januar 1858 in Warschau; † 8. August 1920 in Breslau) war ein jüdischer Gelehrter (Talmudforscher).
Er wirkte in Breslau. Sein Sohn war der bekannte jüdische Gelehrte Chanoch Albeck.

## Werke (Auswahl)
- Mischpechot soferim. Biographisches Lexikon der Tannaiten und Amoräer. Warschau 1903 (nur das 1. Heft erschienen)
- als Hrsg.: Elieser b. Nathan: Eben haeser. Warschau 1904 (mit Einleitung und Kommentar).
- Kofer ha Eschkol. Warschau 1910.
- Sefer ha Eschkol. Berlin 1910.
- Maamar mechokeke Jehuda. Kritische Studie zu den Schriften Jehudas b. Barsilai aus Barcelona. In: Festschrift Israel Lewy, Breslau 1911.